# Hällholmens naturreservat
Hällholmens naturreservat ligger i Lummelunda socken, Gotland och är Gotlands äldsta naturreservat..

## Reservatet
Hällholmen är en före detta holme som låg i den södra delen av den förut utbredda Martebo myr, innan området till stor del dikades ur på sent 1800-tal och lämnade Hällholmen omgiven av torrt land. På Hällholmen finns hällmark, gles tallskog och en.
Reservatet är Gotlands äldsta och inrättades den 22 maj 1916 för sitt stora antal idegranar. Vid en inventering hittades närmare 800 idegranar utspridda över reservatet, särskilt i de södra delarna.